# Hellula aqualis
Hellula aqualis là một loài bướm đêm trong họ Crambidae.